# Cerak Vinogradi
Cerak Vinogradi (en serbe cyrillique Церак Виногради) est un quartier de Belgrade, la capitale de la Serbie. Il est situé dans la municipalité de Čukarica. En 2002, il comptait 13 091 habitants.

## Localisation
Cerak Vinogradi est entouré par les quartiers de Cerak, Cerak II et Filmski Grad au nord, par ceux de Rakovica et de Skojevsko naselje à l'est, par celui de Vidikovac au sud et par l'Ibarska magistrala, la « route de l'Ibar », à l'ouest. La rue Pilota Mihajla Petrovića sépare Cerak Vinogradi et Vidikovac et sert aussi de limite entre les municipalités de Čukarica et de Rakovica.

## Histoire

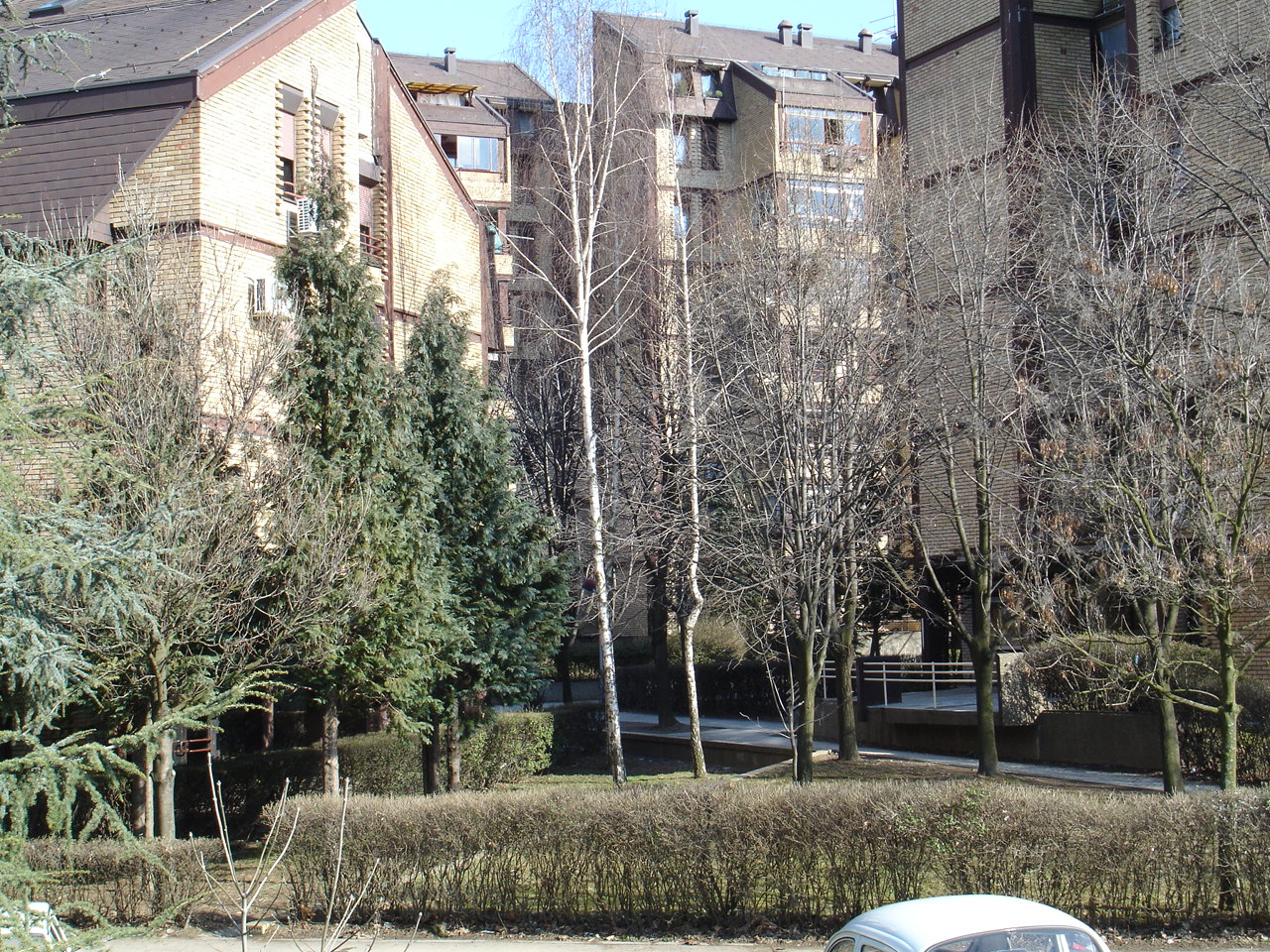
Autre vue du quartier

Les fouilles archéologiques effectuées dans le quartier ont mis au jour les vestiges d'une localité remontant au Paléolithique et caractéristique de la culture de Vinča[réf. nécessaire].
Le secteur occupé par le quartier actuel a été dessiné et planifié à la fin des années 1970 et il constitue, dans la capitale, le premier exemple d'architecture contemporaine. Autrefois considéré comme le quartier le plus moderne et le plus beau de Belgrade. Les architectes et urbanistes M. et D. Marušić et N.Borovnica ont remporté le Prix d'octobre (Октобарска награда) pour le projet de Cerak Vinogradi en 1985[réf. nécessaire].
Cerak Vinogradi a vécu la dégradation des conditions sociales et économiques du reste du pays, provoquant une dégradation de l'entretien et de l'environnement. En revanche, l'ensemble du secteur est placé sous la protection de l'État[réf. nécessaire].

## Caractéristiques
Cerak Vinogradi est un quartier résidentiel, avec des commerces et, surtout, des parcs et de nombreux espaces verts. C'est ainsi que toutes les rues sont nommées d'après des essences d'arbres (rue du Tilleul, rue du Cèdre etc.). Les rues sont occupées par des immeubles de trois à six étages.

## Transports
Cerak Vinogradi est situé à quelques minutes du parc forestier de Košutnjak, à quelques minutes en bus du quartier commerçant de Banovo brdo, de la Save et l'île d'Ada Ciganlija. Il est relié au reste de la capitale par les lignes d'autobus 23, 37, 50, 51, 52, 53, 56, 59 et 89 de la société publique GSP Beograd.